# Bahnhof Ilmenau Bad
Der Haltepunkt Ilmenau Bad (umgangssprachlich Bahnhof Bad) ist ein Haltepunkt an der Rennsteigbahn in Ilmenau (Thüringen).
Er liegt im Südwesten der Stadt direkt an der Ilm. Bis zum Fahrplanwechsel am 9. Dezember 2007 war er Endpunkt der Kursbuchstrecke 566 (Erfurt–Ilmenau). Der nächste Bahnhof in Richtung Erfurt ist der 1,3 Kilometer entfernte Bahnhof Ilmenau, in Richtung Schleusingen folgt der Bahnhof des Ortes Manebach. Ilmenau Bad liegt an Streckenkilometer 20,45 der Bahnstrecke Plaue–Themar in 486 Metern Höhe. Die Zugangsstelle Ilmenau Bad ist als Haltepunkt klassifiziert, deswegen gab es in ihrer Umgebung nie Betriebsanlagen wie Stellwerke, Lokschuppen oder ähnliches. Auch spielte der Haltepunkt für den Güterverkehr nie eine Rolle.

## Geschichte

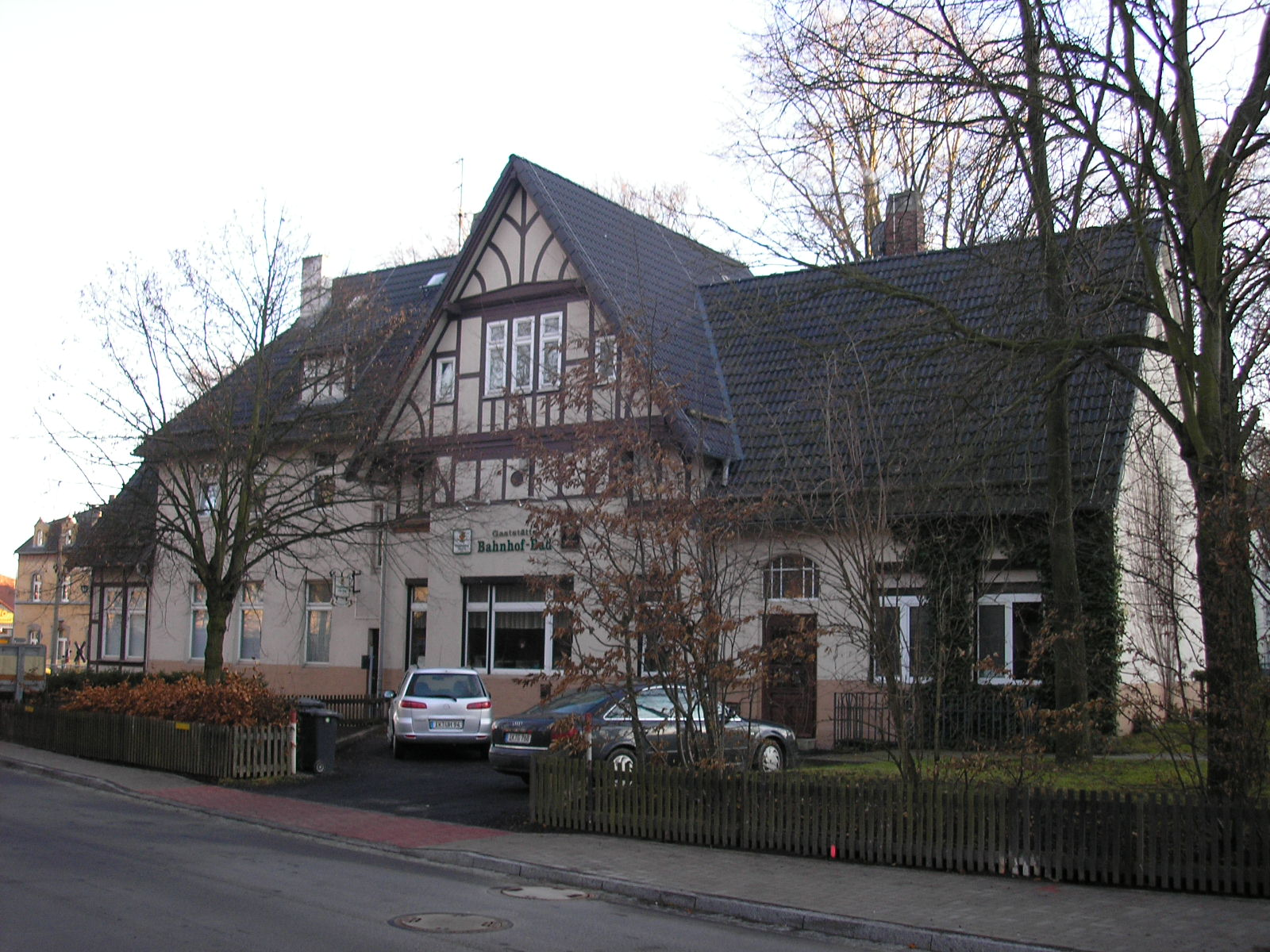
Straßenseitige Ansicht

In der zweiten Hälfte des 19. Jahrhunderts begann der Kurbetrieb in Ilmenau. Damals entstand das Kurviertel im Südwesten der Stadt. Es liegt im unteren Gabelbachtal direkt am Rand des Thüringer Waldes. Ilmenau erhielt bereits 1879 einen Eisenbahnanschluss in Richtung Erfurt, der Bahnhof der Stadt lag jedoch weit vom Kurviertel entfernt.
Die Kurgäste mussten am Bahnhof auf Pferdekutschen umsteigen, um ins Kurviertel zu gelangen, was den Betreibern der Kuranlagen missfiel. Deshalb forderten sie einen direkten Bahnanschluss des Viertels, um den oft erkrankten Gästen die Anreise zu erleichtern. Als nach 1900 die Rennsteigbahn von Ilmenau nach Schleusingen geplant wurde, beharrten die Kurbetreiber auf einem Bahnhof nahe ihren Anlagen.
Da die Trasse ohnehin am Viertel vorbeigeführt werden sollte, gestand man ihnen ihren Haltepunkt zu. Zur Errichtung des Bahnsteiges musste jedoch zuerst die etwa 15 Meter hohe Schlackehalde der Sophienhütte (einer 1855 gegründete Glashütte) abgetragen werden. Dort wurde dann der Haltepunkt errichtet, der 1904 gemeinsam mit der Rennsteigbahn in Betrieb ging. Er diente während seiner über 100-jährigen Geschichte vor allem den Kurgästen zur Anreise und den Glasern der Sophienhütte, um an ihren Arbeitsplatz zu gelangen.
Nachdem die Fahrgastzahlen nach der Wende von 1990 zurückgingen, wurde der Schienenpersonennahverkehr nach Schleusingen 1998 eingestellt. Zunächst wurde die Strecke zwischen Ilmenau Bahnhof und Ilmenau Bad weiterhin befahren, als sich dies jedoch als unrentabel herausstellte, wurde der Verkehr im Jahr 2000 ebenfalls eingestellt. Allerdings ruhte der Personenverkehr auf diesem Abschnitt nur für fünf Jahre. Ab 2005 fuhren die Züge der Erfurter Bahn bzw. der Süd-Thüringen-Bahn wieder bis zum Haltepunkt Bad. Am Wochenende gab es zwischen 2005 und 2007 auch wieder Zugverkehr von Ilmenau bis nach Stützerbach. Des Weiteren finden in unregelmäßigen Abständen „Museumsfahrten“ auf der Rennsteigbahn statt. Diese halten ebenfalls am Haltepunkt Bad. Die Verbindung Ilmenau–Stützerbach und damit der planmäßige Personenverkehr im Haltepunkt Ilmenau Bad wurden zum 9. Dezember 2007 erneut eingestellt.
Seit Juni 2014 verkehren Züge der Erfurter Bahn an Wochenenden und Feiertagen bis zum Bahnhof Rennsteig. Zum Fahrplanwechsel im Dezember 2017 wurden die Leistungen von der Süd-Thüringen-Bahn für elf Jahre übernommen.

## Anlagen
Am Haltepunkt Ilmenau Bad gibt es heute nur einen Bahnsteig und auch nur ein Gleis. Ein zweites Gleis bestand früher, um Zugkreuzungen zu ermöglichen. Dieses wurde jedoch abgebaut.
Das Bahnhofsgebäude ist ein zweistöckiger Fachwerkbau, der reich verziert ist und früher ein Türmchen auf dem Dach hatte. Das Dach ist sehr steil ausgeführt, da aufgrund der Lage im Thüringer Wald mit schneereichen Wintern zu rechnen ist und dabei ein steileres Dach statisch stabiler ist als ein flacheres. Das Gebäude ist den Bahnhöfen von Manebach, Stützerbach, Schmiedefeld und Schleusingerneundorf sehr ähnlich. Direkt neben dem Haltepunkt befinden sich auf der Südseite der Lessingpark und auf der Nordseite die Ilm.